# Diễn viên điện ảnh
Diễn viên điện ảnh là một nghề nghiệp, một nghệ sĩ trong lĩnh vực "nghệ thuật thứ bảy". Diễn viên điện ảnh là một diễn viên làm việc với các công cụ như máy quay, đèn, đạo cụ và cùng cộng tác với đạo diễn, hoá trang, quay phim, bạn diễn (diễn viên khác) để tạo nên một tác phẩm nghệ thuật, là một  phim chiếu rạp.

## Dụng cụ hành nghề:
Diễn viên sử dụng chính bản thân, cơ thể mình với những yếu tố: ngoại hình, giọng nói để biểu cảm, thể hiện nhân vật. Trong đó, trình độ học thức, thẩm thấu nhân vật, cuộc sống, môi trường, hoàn cảnh sống, quan điểm chính trị, tôn giáo, địa vị xã hội, giai cấp thời điểm sống, môi trường sống...cũng ảnh hưởng rất nhiều đến cách thể hiện nhân vật, điều đó tạo ra sự khác biệt, làm nên đẳng cấp của diễn viên.

## Đào tạo ở Việt Nam
Tại Việt Nam, để trở thành một diễn viên điện ảnh, chúng ta có thể theo những con đường khác nhau:

### Chính quy
- Thi tuyển và theo học tại các trường Đại học, Cao đẳng có đào tạo chuyên ngành diễn viên điện ảnh:
  - Đại học Sân khấu Điện ảnh Hà Nội
  - Đại học Sân khấu Điện ảnh Thành phố Hồ Chí Minh
  - Đại học sư phạm nghệ thuật Trung ương
  - Các trường Cao đẳng văn hoá nghệ thuật
- Học chuyên ngành diễn viên sân khấu, diễn viên cải lương, diễn viên chèo hoặc tương tự sau thời gian công tác, có thể chuyển đổi sang diễn viên điện ảnh.
- Sinh hoạt đội kịch tại các nhà văn hoá, nhà thiếu nhi, nhà văn hoá thanh thiếu niên cấp quận hoặc tỉnh-thành trở lên.

### Không chính quy
- Tham gia các cuộc thi tuyển diễn viên hoặc casting phim do các hãng phim tổ chức.
- Tham gia làm diễn viên đóng thế rồi dần chuyển sang đóng chính. Nhiều diễn viên hành động nổi tiếng trên thế giới cùng xuất thân từ diễn viên đóng thế: Thành Long, Johnny Trí Nguyễn...
- Học đạo diễn, biên kịch, quay phim rồi chuyển sang diễn viên.
- Nếu có ngoại hình chuẩn, hãy vào nghề người mẫu, một số không nhỏ đạo diễn thường tìm đến những người mẫu cho những bộ phim của họ.
- Dùng khả năng tài chính để tự sản xuất và tham gia diễn xuất trong phim.

Đoàn làm phim hoặc phim trường

## Cách nhìn nhận từ xã hội
Thời xưa, nghề diễn viên là một nghề đặc biệt, trong thập nhị ban nghệ không có (mười hai nghề phổ thông thời xưa: công, hầu, khanh, tướng, sĩ, nông, công, thương, ngư, tiều, canh, mục) nên người ta gọi xướng ca vô loại (XƯỚNG CA không nằm loại nào trong 12 nghề trên). Lúc đó, các đoàn hát chỉ được phục vụ cho vua chúa, quý tộc. Sau này khi các ban hát, đoàn hát phát triển và trở nên phổ biến ở Việt Nam thì vị trí của nghệ sĩ được khẳng đinh mạnh mẽ rõ ràng hơn, nghệ sĩ được yêu mến, nghề diễn viên là một trong những nghề đặc biệt có thu nhập cao. Tuy nhiên, vì đặc trưng của nghề: phải xa nhà nhiều, hoá thân vào nhân vật mà có những nhân vật xấu, có những mối quan hệ, sinh hoạt khác thường, phức tạp nên nghề diễn viên vẫn bị một số người coi là nghề không chính thống.